# Vršovická záložna
Vršovická záložna, nebo též Vršovická spořitelna je památkově chráněná secesní budova. Nachází se v Praze 10-Vršovicích na ulici Moskevská. Vršovická záložna patří k nejreprezentativnějším stavbám Vršovic. Architektem záložny z roku 1911 je Antonín Balšánek.

## Historie budovy a výzdoba

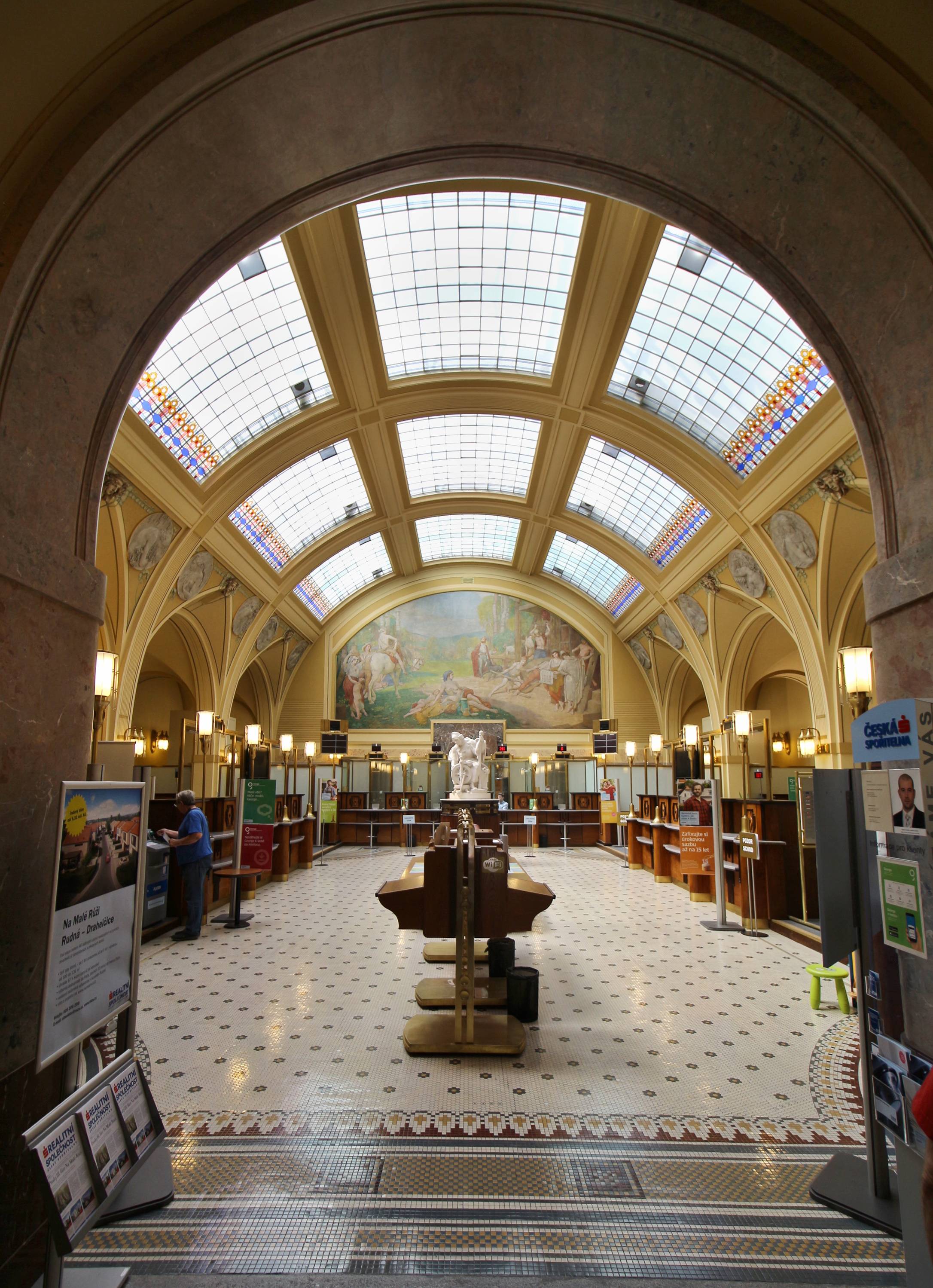
Hlavní hala s přepážkami pro veřejnost.

Stavba byla součástí rozsáhlejší přestavby tohoto území. Interiér je vyzdoben v ornamentálním stylu pozdní secese. Střídají se tu prvky geometrické s florálními, halu pro veřejnost zdobí náročná mozaika. Na průčelí spořitelny zaujme bohatá sochařská výzdoba: dvě monumentální sochy pocházejí od Ladislava Šalouna, svorník nad vchodem je dílem Josefa Pekárka. Sochy u portálu haly jsou dílem Antonína Pekárka. Sochu Přadleny, která symbolizuje pracovitost, poctivost a skromnost, vytvořil František Uprka (bratr malíře Joži Uprky).
Roku 1931 byla fasáda doplněna neonovými firemními nápisy. V 70. a 80. letech 20. století, kdy zde sídlila Státní banka československá, zde proběhly rekonstrukce, ty pokračovaly i v letech 90. V roce 1993 proběhla rekonstrukce pláště budovy včetně střechy a v roce 1999 výměna střešních světlíků v hale. V budově nyní sídlí pobočka České spořitelny, která plánuje postupnou rekonstrukci haly a reprezentativních prostor do původní podoby.

## Okolní budovy
V sousedství záložny se nachází budova Vršovického zámečku (Rangherka), dále římskokatolický kostel svatého Mikuláše a Husův sbor s divadlem Mana. 